# Naumachia

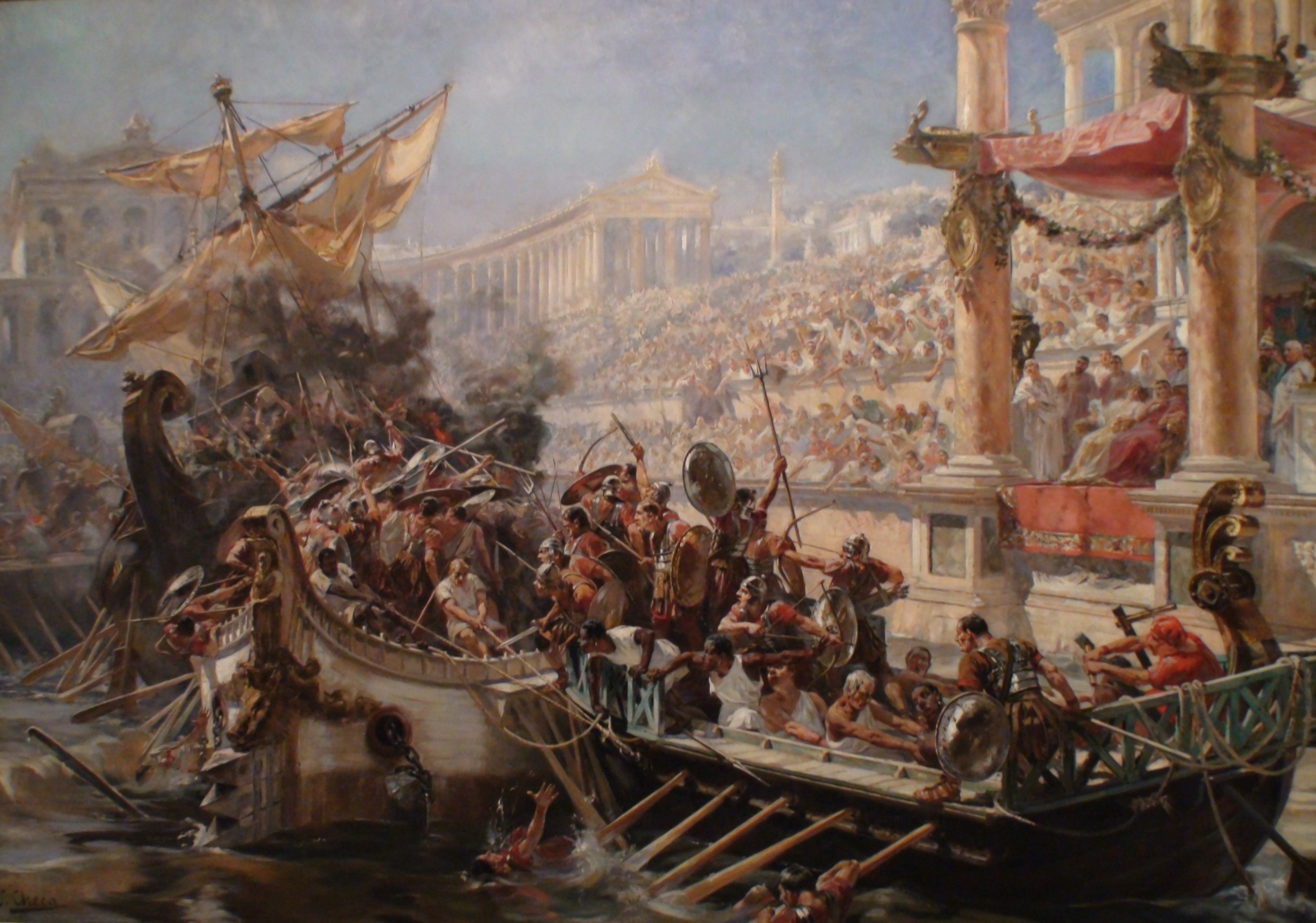
Een naumachia op een schilderij van Ulpiano Checa (1895)

Een naumachia (meervoud: naumachiae) was een zeegevecht dat werd nagespeeld in het Romeinse Rijk door krijgsgevangenen of ter dood veroordeelden. Er zijn volgens Roger Dunkle, een Amerikaanse historicus, gespecialiseerd in de geschiedenis van het Romeinse Rijk, in zijn boek "Gladiators, violence and spectacle in Ancient Rome" gepubliceerd in 2008,  geen bronnen die aanwijzen dat er gladiatoren aan deelnamen. Als reden hiervoor beweert hij dat de opleiding van een gladiator te veel kostte om hem in een groot spektakel te laten vechten en te laten sterven. Bij het inzetten van gladiatoren werd de voorkeur gegeven aan de vertoonde vechttechnieken, eerder dan aan de grootsheid van massa-spektakels.

## Griekse zeeslagen
Deze spelen werden over het algemeen gehouden in speciaal daarvoor geschikte gebouwen of kunstmatige meren, die dezelfde naam kregen. Soms werden ze ook in het circus of amfitheater gehouden, indien het mogelijk was daar voldoende water in te laten om de schepen te laten drijven. De Romeinen speelden altijd Griekse zeeslagen na, hoewel ze zelf toch ook op zee hadden gevochten. Blijkbaar waren de Romeinse overwinningen destijds toch minder aansprekend dan de Griekse. De soldaten werden gespeeld door gevangen of veroordeelde misdadigers en werden naumachiarii genoemd. Net als bij de gladiatoren bevochten de partijen elkaar op leven en dood.

## Locaties
Julius Caesar was de eerste die op grote schaal zulke spelen liet houden. Hij liet een meer graven op de Campus Martius in Rome, om ter ere van zijn drievoudige triomftocht een zeeslag tussen de Tyriërs en de Egyptenaren na te spelen. Na zijn dood werd dit meer gedempt. Augustus liet in 2 v.Chr. een nieuwe en permanente naumachie bouwen ter gelegenheid van de opening van de Tempel van Mars Ultor. Dit was een groot meer op de rechteroever van de Tiber. Bij de opening werd de Slag bij Salamis nagespeeld waarbij 3000 vechtenden werden ingezet. Zijn naumachie bleef zeker tot in de tijd van Titus in gebruik. Augustus organiseerde, evenals Caligula, ook naumachiae in de grote open ruimte van de Saepta Julia op het Marsveld.
Claudius hield een grootse naumachia op het Fucinus-meer, dat hij kort daarna liet droogleggen. Hierbij bevochten de vloten van Sicilië en Rhodos elkaar met elk 50 oorlogsschepen. Hierbij traden ongeveer 19.000 naumachiarii op. Het startsein werd gegeven door een zilveren beeld van Triton in het midden van het meer, die door een machine aangedreven op een trompet blies.
Bij de opening van het Colosseum in 80 liet keizer Titus de arena onder water zetten en werd er een zeegevecht nagespeeld tussen de Korkyreeërs en de Korinthiërs (op dat ogenblik waren de ondergrondse cellen en gangen nog niet gebouwd, zoals we die  zien op de hedendaagse afbeeldingen - deze ondergrondse ruimtes werden pas later gebouwd, vermoedelijk onder het bewind van keizer Domitianus). Hij organiseerde tegelijkertijd ook een grote zeeslag in de Naumachie van Augustus.
Domitianus liet weer een nieuwe naumachie bouwen. Om het meer heen werd een stenen bouwwerk geplaatst waarin de toeschouwers mogelijk konden zitten om de spelen te aanschouwen.

## Lijst van naumachiae
Al de bekende naumachie-stadions waren in Rome zelf gebouwd.
- Naumachie van Caesar - Op het Marsveld.
- Naumachie van Augustus - Op de rechteroever van de Tiber, de huidige wijk Trastevere.
- Naumachie van Domitianus - Op de rechteroever van de Tiber, de exacte locatie is onbekend.
- Naumachie van Philippus - Aangelegd door Philippus de Arabier op de rechteroever van de Tiber, de exacte locatie is onbekend. Misschien een herbouw van de Naumachie van Augustus.
- Vaticaanse Naumachie - Op de rechteroever van de Tiber, ten noorden van het Mausoleum van Hadrianus.